# 大阪經濟大學
大阪經濟大學（日语：大阪経済大学／おおさかけいざいだいがく，Osaka University of Economics，簡稱為大經、經大或大經大）是一所位於日本大阪府大阪市東淀川區的私立大學，1932年創立，1949年設立大學部。

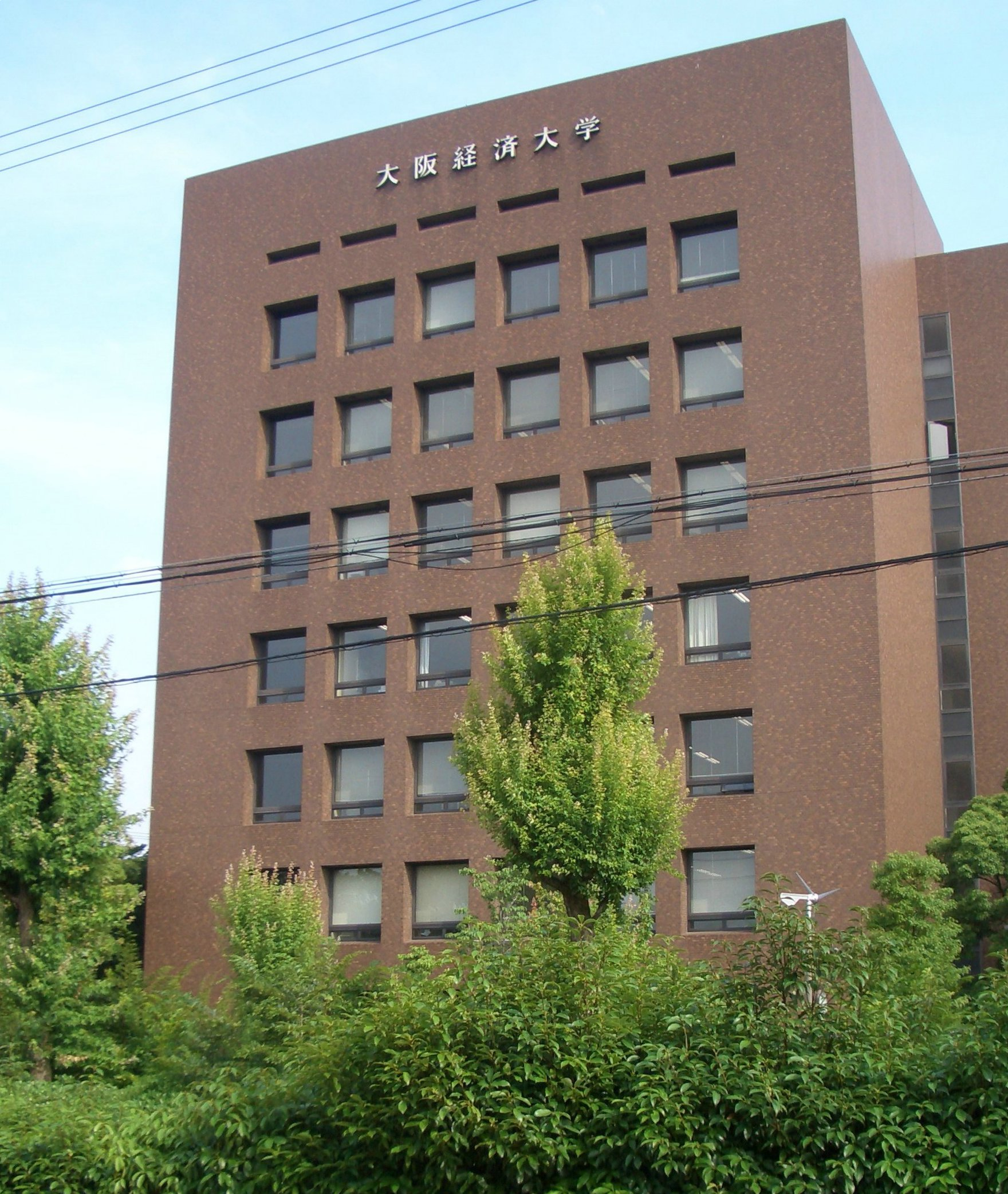

## 學部與學科
- 經濟學部
  - 經濟學科
  - 地域政策學科
- 管理學部
  - 企業管理學科
  - 商業法學科
- 資訊管理學部
  - 企業資訊學科
  - 金融學科
- 人類科學部
  - 人類科學科

## 研究所
- 經濟學研究科
- 資訊管理研究科
- 管理學研究科
- 人類科學研究科

## 附屬部門
- 日本經濟史研究所
- 中小企業管理研究所
- 地域活性化支援中心
- 管理暨商業法資訊中心
- 心理臨床中心
- 大阪經濟大學圖書館

## 外部連結
大阪經濟大學網站 （页面存档备份，存于）